# Icasa Esporte Clube
L'Icasa Esporte Clube, noto anche semplicemente come Icasa EC, era una società calcistica brasiliana con sede nella città di Juazeiro do Norte, nello stato del Ceará.

## Storia
Il club è stato fondato il 1º maggio 1963 da Doro Germano, e José Feijó de Sá. I fondatori del club erano proprietari della Indústria Cearense de Algodão S.A, abbreviato come ICASA, da cui è derivato il nome del club.
L'Icasa ha partecipato al Campeonato Brasileiro Série C nel 1981, nel 1995 e nel 1998, dove nel 1981 venne eliminato alla prima fase, nel 1995 venne eliminato alla seconda fase, e nel 1998, dove fu eliminato alla prima fase. Nel 1985, l'Icasa ha partecipato al Campeonato Brasileiro Série B, dove è stato eliminato alla prima fase. Nel 1992, l'Icasa ha vinto il Campionato Cearense, condividendo il titolo con Fortaleza, Ceará, e Tiradentes, dato che la competizione non fu conclusa a causa di una disputa giudiziaria.
Nel 1998 il club fallì e nel 2002 nacque l'Associação Desportiva Recreativa Cultural Icasa, che tuttavia la Federação Cearense de Futebol ancora ad oggi non la riconosce come successore dell'Icasa Esporte Clube.

## Palmarès

### Competizioni statali
- Campionato Cearense: 1

1992